# نماینده بازرگانی
نماینده بازرگانی (یا قائم‌مقام تجارتی)؛ شخص حقیقی یا حقوقی است که از طرف یک سازمان مسئول اصلی انجام امور تجاری از قبیل مذاکره و انعقاد قراردادهای خرید و فروش است. نماینده بازرگانی از جانب یک شخص یا سازمان فعالیت می‌کند. نمایندگان تجاری به دو نوع مستقل و غیرمستقل تقسیم می‌شوند. نمایندگان مستقل فعالیت‌های بازرگانی خود را به‌طور مستقل انجام داده و تنها براساس قراردادی که با کارفرما خود دارند، متعهد هستند. اما نمایندگان غیرمستقل به نام کارفرما عمل می‌کنند.
نمایندگی بازرگانی (commercial agency) رابطه‌ای قراردادی است که براساس آن نماینده تجاری   در قبال دریافت حق‌الزحمه یا کارمزد به مذاکره و انجام معاملات بازرگانی یا سایر اعمال تجاری دارای آثار حقوقی می‌پردازد. با نگرش به اهمیت فراوان قراردادهای نمایندگی تجاری در زمینه بازرگانی داخلی و بین‌المللی، مقررات ویژه برای این امر در قوانین کشورهای گوناگون لحاظ شده است.

## شرح
نماینده تجاری یک مذاکره‌کننده است، اوست که فرآیندهای مذاکرات بازرگانی را آغاز می‌کند و در برخی موارد مسئول انعقاد قراردادهای فروش و همچنین قراردادهای اجاره یا حتی ارائه خدمات برای شخص ثالث است. نماینده تجاری می‌تواند شخص حقیقی یا حقوقی باشد.
نماینده تجاری به مکان‌های مختلف مراجعه می‌کند. و برای انجام فعالیت، نماینده تجاری باید ویژگی‌های بازار و همچنین موقعیتی که شرکت در رابطه با رقبای خود در هر بازار به دنبال آن است را در نظر بگیرد. مدیریت روابط با مشتری در این حرفه می‌تواند استرس‌زا باشد. بااین حال، ممکن است ماموریت‌های یک نماینده تجاری از سازمانی به سازمان دیگر متفاوت باشد.
نماینده بازرگانی باید از بازار منطقه‌ای که در آن فعالیت می‌کند و محصولات و خدماتی که ارائه می‌دهد، آگاهی کامل داشته باشد. او باید راجع به سازمانی که برای آن کار می‌کند نیز اطلاعات کافی داشته باشد. نماینده تجاری باید بداند که چگونه از برخی ابزارهای لازم برای کار خود استفاده کند: اتوماسیون اداری و ابزارهای پردازش متن، نحوه استفاده از تکنیک‌های فروش و پیش‌فروش، تکنیک‌های بازاریابی و مدیریت، ابزارهای برنامه‌ریزی. او باید بداند که چگونه موانع زبانی و ارتباطی را بشکند و در نتیجه مهارت‌هایی در زبان‌های خارجی داشته باشد که به او این امکان را بدهد تا افق‌های خود را برای مشتریان نمایان کند و تا حد امکان به افراد بیشتری دسترسی پیدا کند.
در اغلب موارد، حقوق یک نماینده بازرگانی بر اساس کمیسیون تعیین می‌شود. در واقع، نماینده تجاری دستمزد ثابتی ندارد، بلکه حقوق و دستمزد او بر اساس معاملاتی که از طرف شرکت با مشتریان منعقد می‌کند، محاسبه می‌شود. در واقع، او در مورد تمام کالاها و خدمات فروخته شده از طرف سازمان و بر اساس سهم خود در فروش و نتایج شرکت، کارمزد دریافت می‌کند.
بنابرماده ۳۹۵ قانون تجارت:
```
قائم‌مقام تجارتی کسی است که رئیس 
تجارتخانه
 او را برای انجام کلیه امور مربوطه به تجارتخانه یا یکی از شعب آن نایب خود قرار داده و امضای او برای تجارت‌خانه الزام‌آور است. سمت مزبور ممکن است کتباً داده شود یا عملاً.
[
۷
]
```